# Montigny-sur-Meuse
Montigny-sur-Meuse is een plaats aan de Maas in het Franse departement Ardennes (regio Grand Est). De gemeente maakt deel uit van het arrondissement Charleville-Mézières. Montigny-sur-Meuse behoorde tot het kanton Fumay, tot dat op 1 januari 2015 werd opgeheven en de gemeenten aan het kanton Revin werden toegevoegd. De gemeente telde op op 1 januari 2022 77 inwoners.

## Geografie
De oppervlakte van Montigny-sur-Meuse bedroeg op 1 januari 2022 8,1 vierkante kilometer; de bevolkingsdichtheid was toen 9,5 inwoners per km².

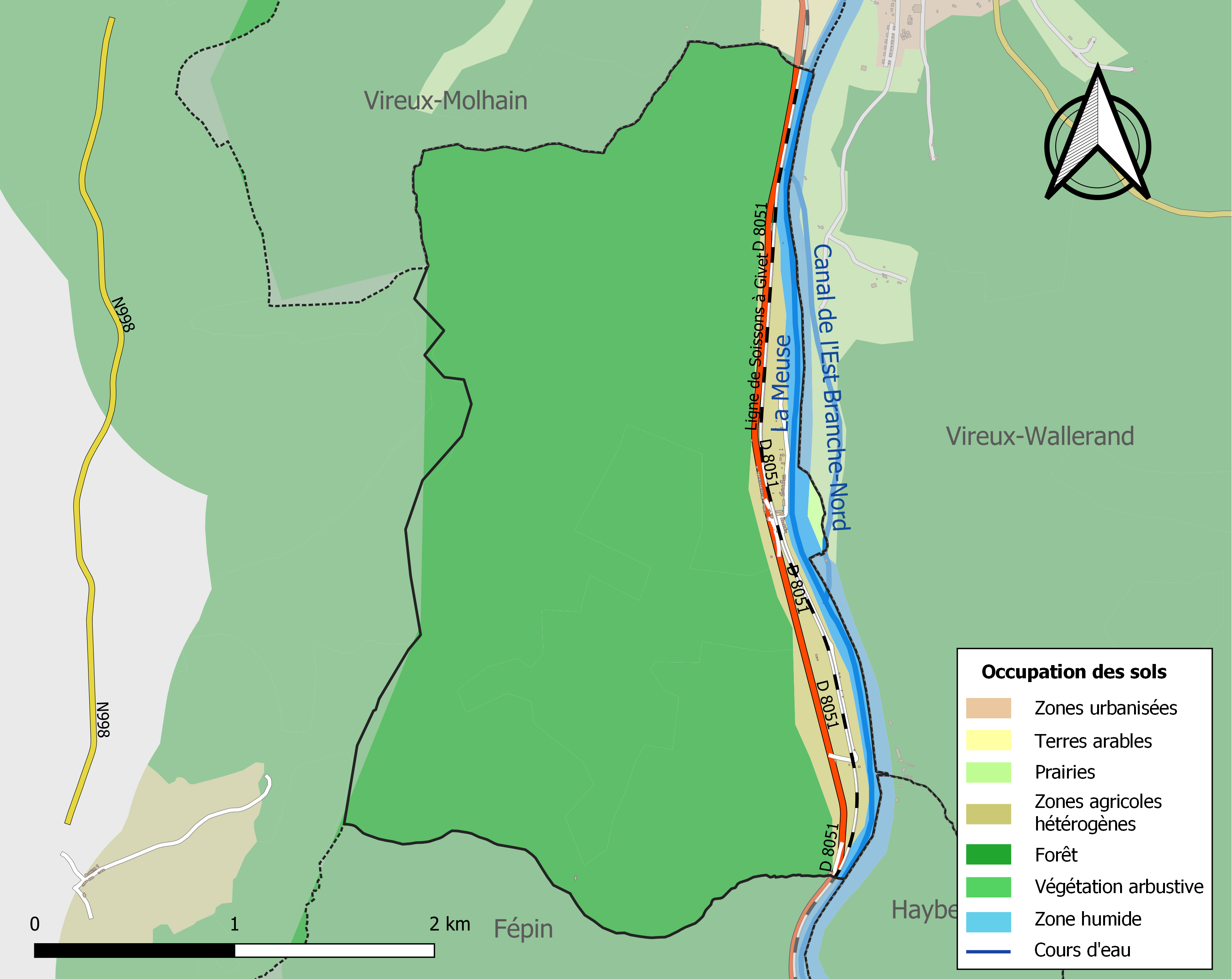
Kaart van de gemeente met de belangrijkste infrastructuur, bodemgebruik en omliggende gemeenten

## Demografie
Onderstaande figuur toont het verloop van het inwonertal (bron: INSEE-tellingen).
Vanwege een beveiligingsprobleem met de MediaWiki Graph-software is het momenteel niet mogelijk deze grafiek weer te geven. Zodra de software is bijgewerkt zal de grafiek vanzelf weer zichtbaar worden.

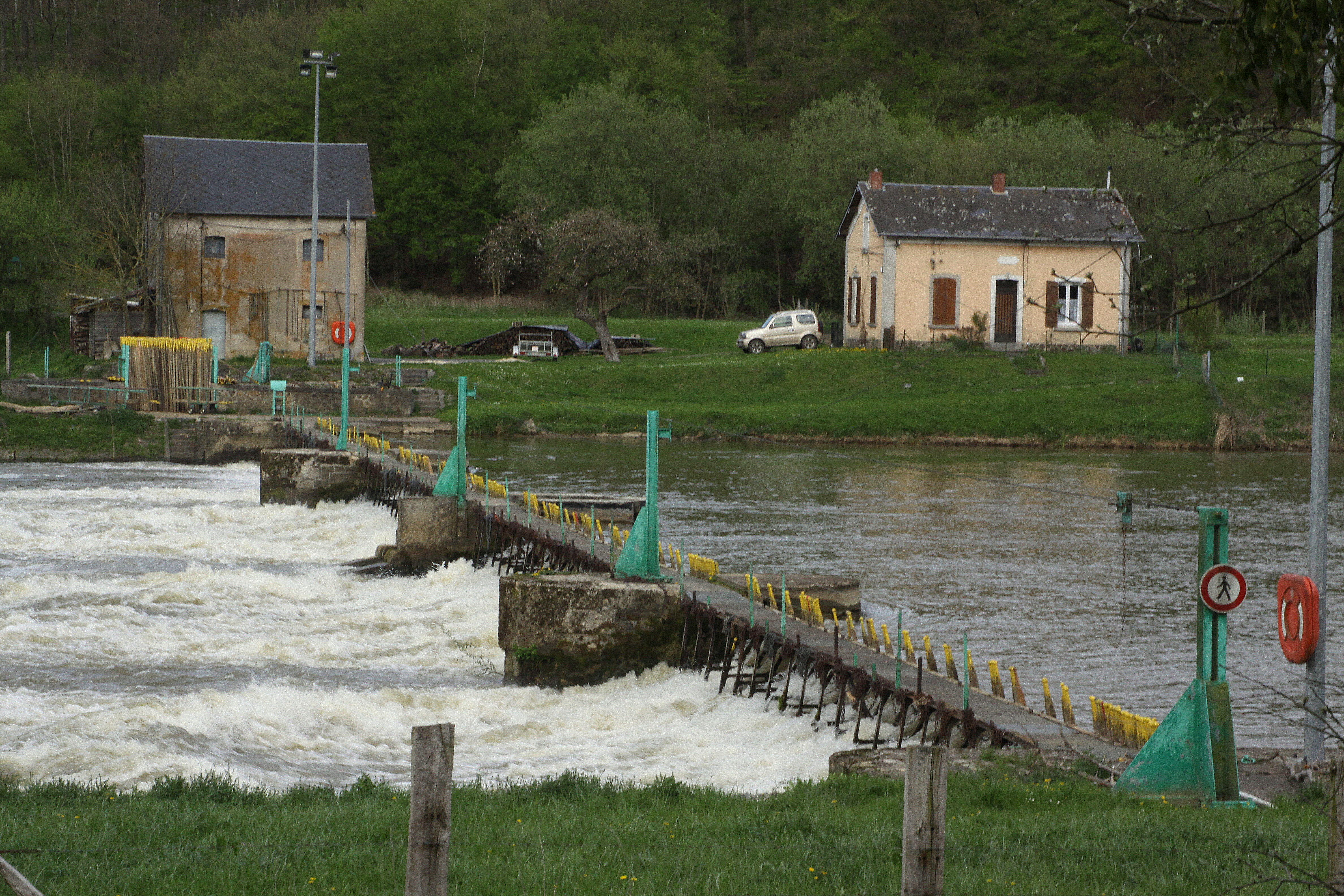
Stuwdam
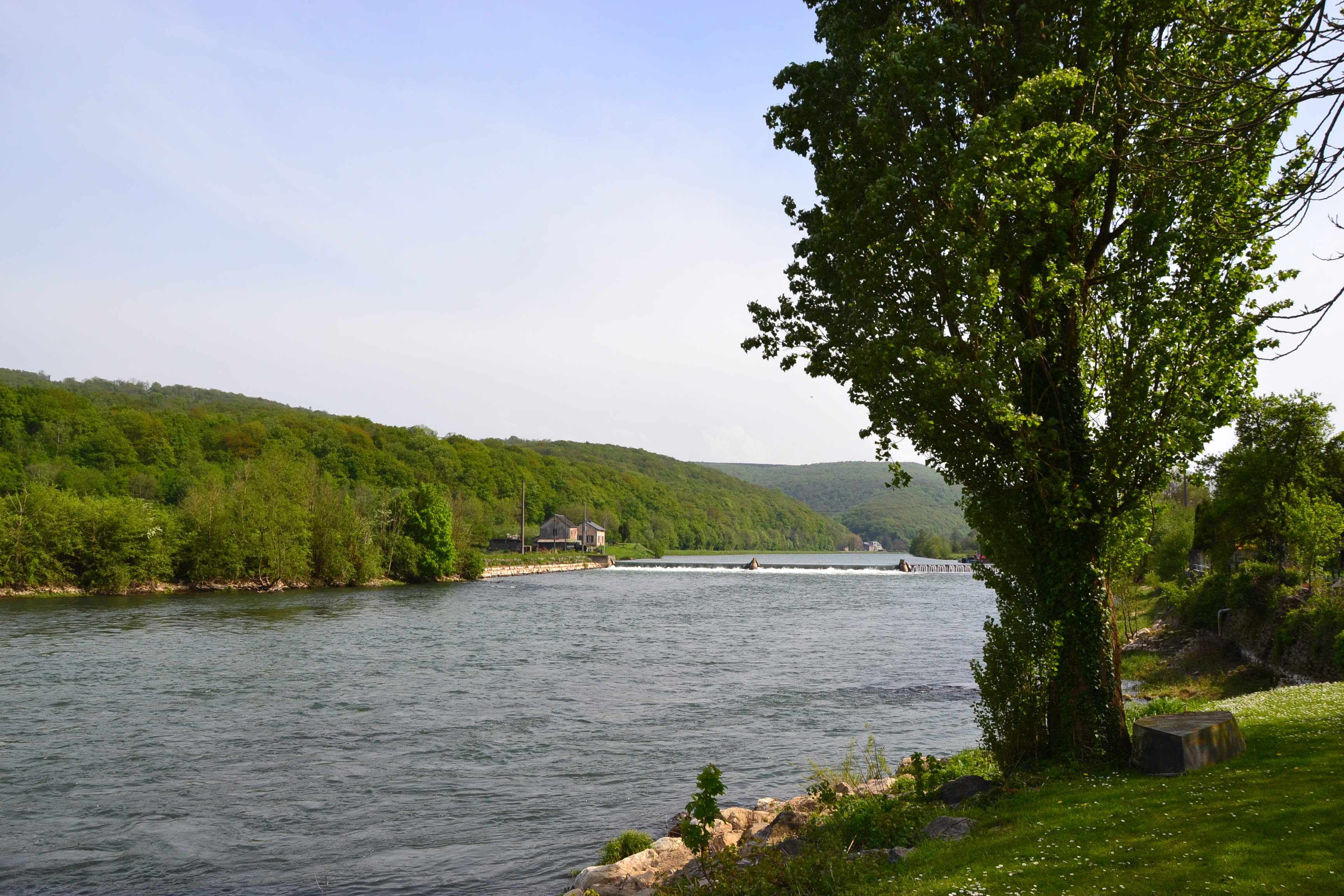
Gezicht op de Maas